# 愛媛県道332号篠山公園線
愛媛県道332号篠山公園線（えひめけんどう332ごう ささやまこうえんせん）は、愛媛県南宇和郡愛南町を通る一般県道である。

## 概要
南宇和郡愛南町正木の愛媛県・高知県境から国道56号交点に至る。

### 路線データ
- 起点：愛媛県南宇和郡愛南町正木（愛媛県・高知県境、高知県道382号宿毛篠山公園線終点）
- 終点：愛媛県南宇和郡愛南町正木（国道56号交点）

## 地理

### 通過する自治体
- 愛媛県
  - 南宇和郡愛南町

### 交差する道路
| 交差する道路                | 交差する場所 | 交差する場所 |
| --------------------------- | ------------ | ------------ |
| 高知県道382号宿毛篠山公園線 | 正木         | 起点         |
| 国道56号 国道320号 重複     | 正木         | 終点         |

### 沿線
- 篠山
- 愛南町立篠山小学校
- 愛南町立篠山中学校